# الأقرب والأعز
أقرب وأعز مسلسل تلفزيوني بريطاني استمر من 1968 إلى 1973. تم عمل ما مجموعة 46 حلقة، 18 حلقة أحادية اللون (أبيض وأسود) و 28 حلقة ملونة. المسلسل، الذي أنتجه إي تي في غرناطة لشبكة آي تي في، قام ببطولته هيلدا بايكر و Jimmy Jewel حيث يتشاجر الأخوان في منتصف العمر Nellie وإيلي Pledge اللذين يديران شركة مخلل عائلية في كولن، لانكشاير، في شمال غرب إنجلترا. 

## مقدمة المسلسل والتاريخ
وضعت الحلقة الأولى الفرضية: في وصيته، منح جوشوا بليدج مبلغًا كبيرًا من المال لابنه وابنته في منتصف العمر... ولكن فقط إذا بقوا معًا لمدة خمس سنوات في شركته الصغيرة للمخللات، Pledge's Purer Pickles. ومع ذلك، نادرًا ما كانت العانس التي تعمل بجد نيلي وشقيقها إيلي الذي لا يعمل جيدًا من النساء.  لعبت نيللي دور الممثلة الكوميدية هيلدا بايكر، التي ولدت وترعرعت في فارنوورث، أحد عشر ميلاً شمال مانشستر. لعب إيلي دور جيمي جويل، وهو من مواليد يوركشاير معاصر لبيكر. كان قد صنع اسمه مع Ben Warriss في قاعة الموسيقى (vaudeville) act Jewel and Warriss. 
كما ظهرت أيضًا ابنة عم بليدجز، ليلي تاترسال، التي كانت متزوجة من والتر الثمانيني الصامت باستمرار. لم يكن والتر قادرًا على التحكم في مثانته، مما أدى إلى إحدى العبارات الشائعة في البرنامج، «هل كان كذلك؟». لعبت ليلي دور مايج هيندادل، والتر بواسطة إدوارد مالين. شخصية عادية أخرى كانت رئيس العمال العجوز بلا أسنان، المغطى بالقماش، ستان هاردمان (جو جلادوين). 
تم اشتقاق جزء كبير من الكوميديا من سوء توجه نيلي المستمر. عندما سألتها ليلي عما إذا كانت تعرف حقائق الحياة، أجابت نيللي بكرامة كبيرة، «بالطبع أنا أعرف! لقد تجاوزت سن المحتوى كثيرًا!» في حلقة أخرى، نيلي لديها خاطب اسمه فيرنون سمولبيسي، الذي تتحدث عنه باسم "Vermin Bigpiece". عندما يصر إيلي على أن يلعب دور المدير التنفيذي الرفيع المستوى بمجرد أن يكون مسؤولاً عن أعمال المخلل، تسأله نيلي عمن يعتقد أنه «جلس هناك مثل إعصار تجاري كبير!» في كل حلقة، كانت نيلي وإيلي يلقيان الإهانات على بعضهما البعض لتأثير مذهل، حيث يتقاتلان على الأعمال العائلية أو الشؤون المنزلية، مع التذمر المستمر من نيلي وشرب إيلي المستمر وإضفاء الطابع الأنثوي على حججهم. كان معروفًا أن الإهانات استمرت خارج الشاشة أيضًا، حيث كره بيكر وجوهرة بعضهما البعض في الحياة الواقعية.   في الحلقات اللاحقة، كافحت بيكر لتذكر سطورها واعتمدت على بطاقات جديلة ومطالبة من النجم المشارك مادج هيندل. ستعاني بيكر بشكل كبير من الخرف خلال سنواتها الأخيرة.
المسلسل الثالث، الذي تم نقله في أكتوبر ونوفمبر 1969، كان أول من تم تسجيله بالألوان، ولكن بالنظر إلى أن قناة ITV بدأت البث الملون من 15 نوفمبر 1969، كان معظم المشاهدين قد رأوها بالأبيض والأسود في أول تشغيل لهم.  أدى نزاع صناعي في ITV في عام 1971، المعروف باسم Color Strike ، إلى صنع سبعة من البرامج الثمانية من السلسلة الخامسة باللونين الأسود والأبيض. 

## المنبثقة وإعادة صنع
في عام 1972، ظهر الممثل الرئيسي في نسخة فيلم من المسلسل الذي صنعته شركة Hammer Films .  تضمن الفيلم نسخة صوتية من نغمه السلسلة التي غنتها هيلدا بيكر.
في عام 1973، تم تكيف المسلسل للسوق الأمريكية. تمت إعادة تسميته باسم Thicker Than Water ،  ببطولت جولي هاريس وريتشارد لونج في دور الشقيقين المتناحرين نيلي وإيرني باين، ولكن النسخة الأمريكية لم تكن ناجحة وتم إلغاؤها بعد 13 حلقة فقط.

## بعدأقرب وأعز
بعد انتهاء المسلسل في عام 1973، واصل بايكر دور البطولة في المسرحية الهزلية Not On Your Nellie (التي تم إنتاجها من أجل ITV بواسطة London Weekend Television) والتي تسافر فيها لانكشاير المولودة Nellie Pickersgill (نفس شخصية Nellie Pledge في الكل ما عدا الاسم) إلى لندن لإدارة حانة والدها المريض، البقرة البنية. في مقابلة عام 1973 مع Baker and Jewel (متاح على DVD من السلسلة السابعة لأقرب وأعز)، ذكر بايكر أن سلسلة Not on Your Nellie القادمة كانت في الواقع منبثقة من أقرب وأعز ، وستتبع مآثر نيلي في لندن بعد إيلي عمليًا يهجرها. يبدو أن هذا تابع للحلقة الأخيرة من أقرب وأعز ما أخبر فيه ستان نيلي وإيلي بحدوث انفجار في سقيفة التخليل، مما يعني أن Purer Pickles من Pledge قد انتهى الآن. ومع ذلك، ربما بسبب مشكلة تتعلق بالحقوق القانونية فيما يتعلق بشخصية Nellie Pledge ، تم إصدار Not on Your Nellie في النهاية كسلسلة جديدة «أصلية» بدلاً من سلسلة فرعية، على الرغم من أوجه التشابه الواضحة بين الاثنين. 
في هذه الأثناء، استمرت جويل في الظهور في المسرحية الهزليه الربيع والخريف (1973-1976)، حول صداقة بين صبي وحيد ورجل مسن، أنشأها أقرب وأعز المبدعين فينس باول وهاري درايفر.  استمرار جوهرة إلى العمل في التلفزيون لسنوات عديدة، وفي عام 1991 ظهر في حلقة من بي بي سي دراما مستشفى سلسلة الحوادث التي كان قادراً على استخدام واحد من الشعارات الشهيرة، في إشارة إلى الممرضة بأنها «الإرادة المغلوب، كناكيريد كيس أنف قديم»- مصطلح كان يمنحه بانتظام لنيلي. 
توفي هاري درايفر، الذي أنشأ وكتب العديد من حلقات المسلسل مع فينس باول، في 25 نوفمبر 1973، بعد تسعة أشهر فقط من انتهاء المسلسل، عن عمر يناهز 42 عامًا - إيذانا بنهاية مفاجئة لشراكة كتابية ناجحة استمرت 13 عامًا مع باول. كان إدوارد مالين، الذي لعب دور والتر، أول من يموت من الممثلين، في 1 مارس 1977، بعد أربع سنوات من انتهاء العرض.  أمضت هيلدا بيكر سنواتها الأخيرة مفلسة وتحارب الخرف، وتوفيت في دار للمسنين في 1 مايو 1986 من التهاب رئوي قصبي، عن عمر يناهز 81 عامًا. ذهب جو جلادوين، الذي لعب دور ستان، إلى أدوار تلفزيونية أخرى، بما في ذلك والي باتي في المسرحية الهزلية الطويلة Last of the Summer Wine ، وهو الدور الذي لعبه حتى وفاته في 11 مارس 1987. واصلت جوهرة العمل في مجموعة متنوعة من الأدوار في كل من المسرح والتلفزيون حتى وفاته في 3 ديسمبر 1995، قبل يوم من عيد ميلاده الـ 86. توفي المخترع المشارك فينس باول في 13 يوليو 2009 عن عمر يناهز 80 عامًا. 
واصل مايج هيندل، العضو الوحيد الباقي على قيد الحياة في فريق التمثيل، أن يصبح مسلسلًا منتظمًا في Coronation Street من عام 1976 إلى عام 1980، حيث لعبت دور رينيه روبرتس، زوجة البقال ألف روبرتس. منذ ذلك الحين، عملت Hindle في مجموعة متنوعة من الأدوار في التلفزيون والمسرح. 

## إصدارات DVD
تم إصدار جميع السلاسل السبع من مسلسل أقرب وأعز (في إصدارات منفصلة وأيضًا مجموعة مربعات مكونة من 7 أقراص) على DVD بواسطة الشبكة. تم إصدار فيلم 1972 أيضًا على DVD بواسطة DD Video. 

## روابط خارجية
- الأقرب والأعز على موقع IMDb (الإنجليزية)
- الأقرب والأعز على موقع قاعدة بيانات الفيلم (الإنجليزية)

- Nearest and Dearest at British Comedy Guide